# Anna Johannesdotter
Anna Mathilda Cecilia Johannesdotter, född 24 januari 1877 i Hjelmeryds socken i Jönköpings län, död 1906, var en svensk prostituerad och dagboksskrivare. 
Hon var en av de cirka 7 000 kvinnor som någon gång under perioden 1856–1918 som en del av den reglementerade prostitutionen fick sina namn inskrivna i besiktningsbyråns rullor. Johannesdotters liv och historia skiljer sig inte anmärkningsvärt ifrån de andra kvinnor som livnärde sig på prostitution under samma tid som hon. Många liksom hon flyttade från landsbygden in till den växande huvudstaden eller mindre städer för att skapa sig en ny tillvaro. 
Det som utmärker Anna Johannesdotter är att hon till skillnad från många andra byråinskrivna kvinnor lämnat spår i det förflutna då hennes livshistoria uppmärksammades och publicerades.

## Biografi

### Uppväxt
Anna Mathilda Cecilia Johannesdotter föddes den 24 januari 1877 i Hjelmeryds socken i Jönköping län. Föräldrarna var Maria Johansson och hennes make, hemmansägaren Johannes Andersson. Hon uppfostrades av dem fram till elva års ålder då släktingar tog över vårdnaden om henne. Som barn gick hon i skola där hon både fick lära sig skriva och läsa. Vid femton års ålder, i samband med sin konfirmation, tog hon tjänst i hemorten och blev kvar i två år. Därefter flyttade hon vidare för att arbeta i Norrköping där hon blev kvar ytterligare några år. 
Under våren 1897 när Anna var 20 år gammal lämnade hon tjänsten som jungfru hos en familj på landsbygden och flyttade vidare till Stockholm. I Stockholm tog hon tjänst som hembiträde i en familj, vilket var en av de få möjligheter som fanns för en ung kvinna med Annas bakgrund och erfarenhet under sekelskiftet. Detta arbete var mycket tidskrävande och slitsamt med låg lön och oreglerad arbetstid. För pigor under sekelskiftet kunde lönen utöver naturaförmåner bestå av ungefär åtta till tolv kronor i månaden. Enligt samtida beräkningar var detta en lön som låg på och i vissa fall understeg existensminimum. Hon innehade ett flertal olika tjänster i Stockholm. Efter en anställning på Hamburger Börs som avslutades under hösten 1898 började hon försörja sig genom prostitution på heltid.

### Verksamhet
Anna Johannesdotter häktades för lösdriveri ett flertal gånger under sin livstid och hon registrerades i besiktningsbyråns rullor. Första gången hon fick kontakt med polisen var när hon stötte samman med en misstänksam poliskonstapel i oktober 1898 då hon vandrade omkring ensam vid hotell Garni. Hon blev utfrågad av honom men slapp undan med endast en varning. Enligt biografin blev hon samma höst inskriven på kurhuset Eira på grund av någon typ av könssjukdom.
Den 24 januari 1899 blev Johannesdotter officiellt inskriven i den bok som kallas prostitutionsrullan då hon erkände allt för polisen och även undertecknade bekännelsen skriftligt. Efter detta erkännande blev Anna strikt förbjuden att vistas utomhus efter att solen gått ner och förbjöds även att vistas på ett flertal platser i Stockholm.
Anna hamnade för första gången i häkte då hon påträffats berusad i Kungsträdgården och gjort motstånd då poliskonstapeln försökt föra bort henne från platsen. Straffet blev två månaders fängelse, och de avtjänades på en anstalt i Norrköping. Hon kom ut den 14 april 1900 men började genast upprepa sina brott mot reglementet. På Anna Johannesdotters sida i rullan finns flera anteckningar om varningar och bötfällningar.
Anna blev återigen häktad av polis och hamnade efter en kortare tid på anstalten i Norrköping igen, denna gång var straffet fyra månader. Kort efter att Anna släppts från anstalten utsattes hon för en brutal våldtäkt av två män i sitt hem. Hon antecknade händelsen i dagboken där hon beskriver hur hon blev slagen i bröst och ansikte och beskriver tiden därefter som att hon kände sig sönderslagen i månader. Hon anmälde händelsen till polisen men våldtäkten förblev olöst och männen gick fria. Enligt Johannesdotters dagboksanteckningar tycktes inte polisen ha varit intresserad av att lösa fallet.
De hårda levnadsförhållandena i Stockholm tärde på Anna Johannesson och hon upplevde sig möta många motgångar i sitt liv. Fängelsestraff, övergrepp, alkoholmissbruk och svek från sina vänner orsakade en svår ångest och dödslängtan hos Anna vilket hon uttrycker i dagboken. I hennes sjukjournaler finns noteringar om hennes nervositet och dåliga sömn varvat med anteckningar om infekterade fläckar på ben och rygg, blåsor, vårtor samt varande sår över kroppen. Hennes psykiska problem tog sig uttryck i mardrömmar och syner vilket hon redogör för i sin biografi.
Vid ett flertal tillfällen försökte Anna under sin livstid också fullborda sin önskan om att avsluta sitt liv. Vid ett tillfälle kastade hon sig i Nybroviken men räddades av en man som hämtade upp henne ur vattnet. Vid flera andra tillfällen försökte hon i desperation ta sitt liv genom att dunka sitt huvud i väggarna på stenhus. Hennes trötthet och uppgivenhet på livet fick henne ett antal gånger att lägga sig på gatan för att dö.

### Bortgång
Anna Johannesdotter dog på en försörjningsinrättning den 17 februari 1906. Under hösten hade tuberkulos gjort henne oförmögen att arbeta och försörja sig och det var även denna sjukdom som skulle komma att kosta henne livet vid 28 års ålder. Under sin huvudkudde bevarade hon på dödsbädden på Grubbens gärde en samling dagboksblad, skrivna under tre perioder i rannsakningsfängelset.
Vad Anna själv hade för syfte med sitt skrivande är oklart. Hon lämnade inga önskemål om att hennes texter skulle publiceras utan lämnade ifrån sig dagboken strax före sin död till en kvinna som behandlat henne vänligt under hennes tid i Stockholm. I texten kan man läsa Johannesdotters egna reflektioner, tankar och känslor. Hon beskriver även i sin dagbok en känsla av utanförskap och brustna förhoppningar om huvudstaden.

## Publicering av boken
Strax efter Annas död tog Klara Johanson till sin uppgift att publicera självbiografin bestående av de dagboksanteckningar som hittats under Annas kudde i hennes dödsbädd. År 1907 gavs boken ut under titeln “Den undre världen – en lifshistoria”. Boken blev en smärre försäljningssuccé och gavs ut i flera upplagor i början på 1900-talet. Boken och innehållet i sin publicerade form är dock inte helt trogen den faktiska dagboken. Enligt Klara Johanson kände hon sig föranledd att rätta de många felstavningar, bristfälliga satsbyggnader och andra fel hon hittade i texten. Hon intygar dock att dessa retuscheringar i texten endast gällt “förbrytelser mot grammatiken och den oundgängliga logiska ordningen”. Dagboksbladen i original har ej kunnat återfinnas, varför den utgivna texten är den som Johanson redigerat.